# 신소년
《신소년》(新少年)은 1923년에 창간된 어린이 잡지이다. 1923년부터 1933년까지 10년간 발행되었다. 한글학자 신명균이 펴냈으며, 방정환의 《어린이》와 경쟁하였다.
내용은 동화와 동요, 소설이 주를 이루었고, 상식, 기사 등이 같이 실렸다. 《어린이》와 함께 일제 강점기의 한국 아동문학에 기여하였고, 이원수, 이주홍, 윤석중 등 아동문학가들의 동요와 동시가 발표되는 장이기도 했다.
가격은 초기부터 15전(錢)이 유지되다가 1928년에는 10전으로, 1929년부터는 5전으로 내려갔다.